# Silver Dollar (Album)
Silver Dollar ist ein Jazzalbum der Formation Threadbare, mit Jason Stein, Ben Cruz und Emerson Hunton. Die am 24. Februar 2019 im Electrical Audio Studio in Chicago entstandenen Aufnahmen erschienen am 25. Mai 2020 auf NoBusiness Records.

## Hintergrund
Seit Mitte der 2000er-Jahre ist der Bassklarinettist Jason Stein ein fester Bestandteil der Avantgarde-Jazzszene Chicagos. Er leitete zwei Bands – Jason Steins Locksmith Isidore und das Jason Stein Quartet – und arbeitete gleichzeitig mit anderen Gruppen wie Nature Work und Hearts & Minds. Jede dieser Crews habe einen anderen Sound, schrieb Marcus J. Moore: Isidore überspannt dunklere und traditionellere Formen des Jazz, während das Stein-Quartett sich mit der Musik von Thelonious Monk und Charlie Parker auseinandersetze. In der Formation Threadbare spielt Jason Stein mit dem Schlagzeuger Emerson Hunton und dem Gitarristen Ben Cruz, zwei jüngeren Musikern, die am Oberlin College studierten und nach ihrem Abschluss nach Chicago zogen. Hunton und Cruz stellen zwei Drittel der Indie-Rock-Band Moontype dar.

## Titelliste
- Threadbare (Jason Stein / Ben Cruz / Emerson Hunton): Silver Dollar (NoBusiness Records NBCD 127)[2]

1. And When Circumstances Arise 6:13
2. Threadbare 02 8:45
3. 70 Degrees and Counting Down 4:59
4. 24 Meshed Veils 4:55
5. Funny Thing Is 3:52
6. Threadbare 7:16
7. Silver Dollar 6:26
8. Untitled 8:00

Die Kompositionen stammen von Ben Cruz (1, 3, 5, 7, 8) und Emerson Hunton (2, 4, 6, 8).

## Rezeption

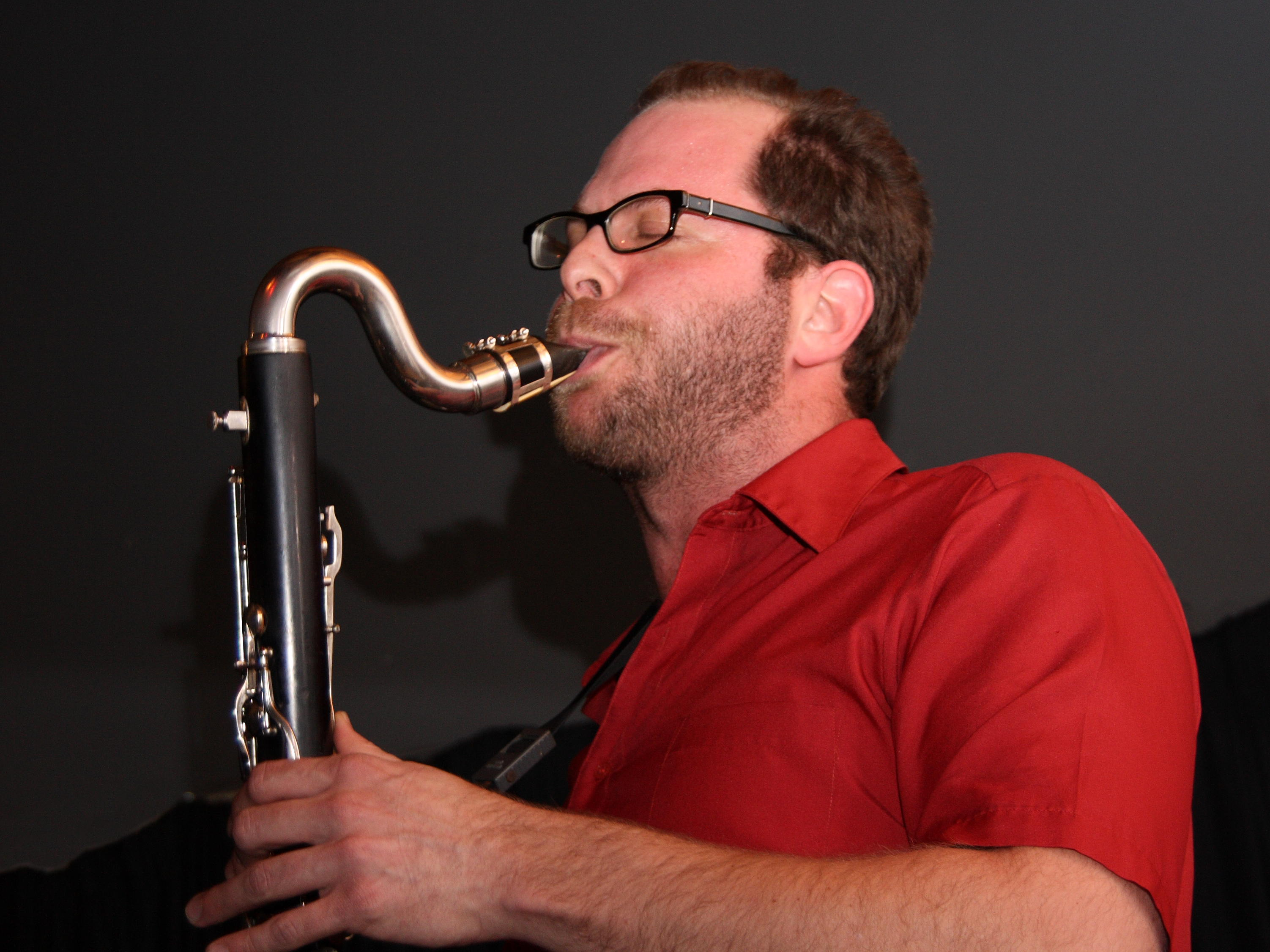
Jason Stein

Chris Ingalls lobte in Pop Matters, „das atonale Free-Jazz-Trio Threadbare verwendet auf seinem faszinierenden neuen Album einzigartige Instrumente und die Liebe zu verschiedenen Musikstilen.“ Auf Silver Dollar würden sich Stein, Cruz und Hunton sicher auf einer feinen Linie zwischen freier Improvisation und dem Pochen von Gitarrenrock bewegen. Silver Dollar sei ein hervorragendes Argument für den Zusammenfluss von Genres. Rockfans werden die gitarrenbasierte Intensität auffressen, und Free-Jazz-Liebhaber werden die fachmännische Art des Trios in Bezug auf ein gutes Improvisations-Setup bewundern. Musik müsse nicht auf bestimmte Genres beschränkt sein, resümiert der Autor; Threadbare sei ein lebender Beweis dafür.
Nach Ansicht von Mike Jurkovic, der das Album in All About Jazz rezensierte, mache das Album einfach Spaß; es sei eine großzügige Ansammlung von Geräuschen und sicherer Richtung. Es mag so klingen, als ob Stein und Cruz oft im Streit sind (Hunton als Schiedsrichter verlassen); vielleicht seien sie es tatsächlich und vielleicht auch nicht. Das sei der unbestreitbare Nervenkitzel von Threadbare, so der Autor. Das sei der Grund, warum man in den rührenden, flüchtigen Wirbel des Trios hineingezogen werde, der an dem aufrührerischen, gerechten Lärm festhält.
Nach Ansicht von Marcus J. Moore (Bandcamp Daily) sei trotz der Herkunft von Ben Cruz und Emerson Hunton Silver Dollar technisch Free Jazz; im Verlauf des Albums wäre jedoch leicht eine starke Affinität zu Rockbands der 1970er Jahre wie Led Zeppelin und Jazz-Rock-Hybriden wie dem Mahavishnu Orchestra und Soft Machine herauszuhören. Die Stücke begännen zart, oft nur mit einem Instrument, und sammelten im Verlauf „Dampf“ an, stiegen zu vulkanischen Crescendos auf, bevor sie sich in dichten, hypnotisierenden Grooves niederlassen würden. Insgesamt sei Silver Dollar ein herausforderndes und dennoch lohnendes Hörerlebnis, das dem experimentellen Jazz und Hardrock voll und ganz verpflichtet ist und die beiden Subgenres verbindet, während es auf seinem eigenen Sound landet.
Mike Borella meinte in Avant Music News, Threadbare sei so viel mehr als lediglich freie Improvisation. Bemerkenswert sei bereits, dass der Veteran Stein die Kompositionen den relativ jüngeren Talenten von Cruz und Hunton überlasse. Dies stelle sich als interessanter Schritt heraus, da das letztere Duo mehr als fähig sei. Wie so viele Musiker, die in den letzten zwei Jahrzehnten aufgetaucht sind, mischten Cruz und Hunton mühelos Stile und mieden vorgefasste starre Vorstellungen davon, was richtig sein könnte. Dies werde schon in den ersten beiden Tracks deutlich, in denen Cruz’ „And When Circumstances Arise“ auf eng strukturierten Avant-Rock verweise, während Huntons „Threadbare 02“ offen und strukturiert beginne, bevor er sich zu einem eckigen Duell zwischen Stein und Cruz entwickle. In der Tat fänden sich Cruz’ Rock-Neigungen sowie seine rhythmische Raffinesse in den drei anderen Stücken, die er beigesteuert habe, einschließlich des absolut monströsen Titeltracks.

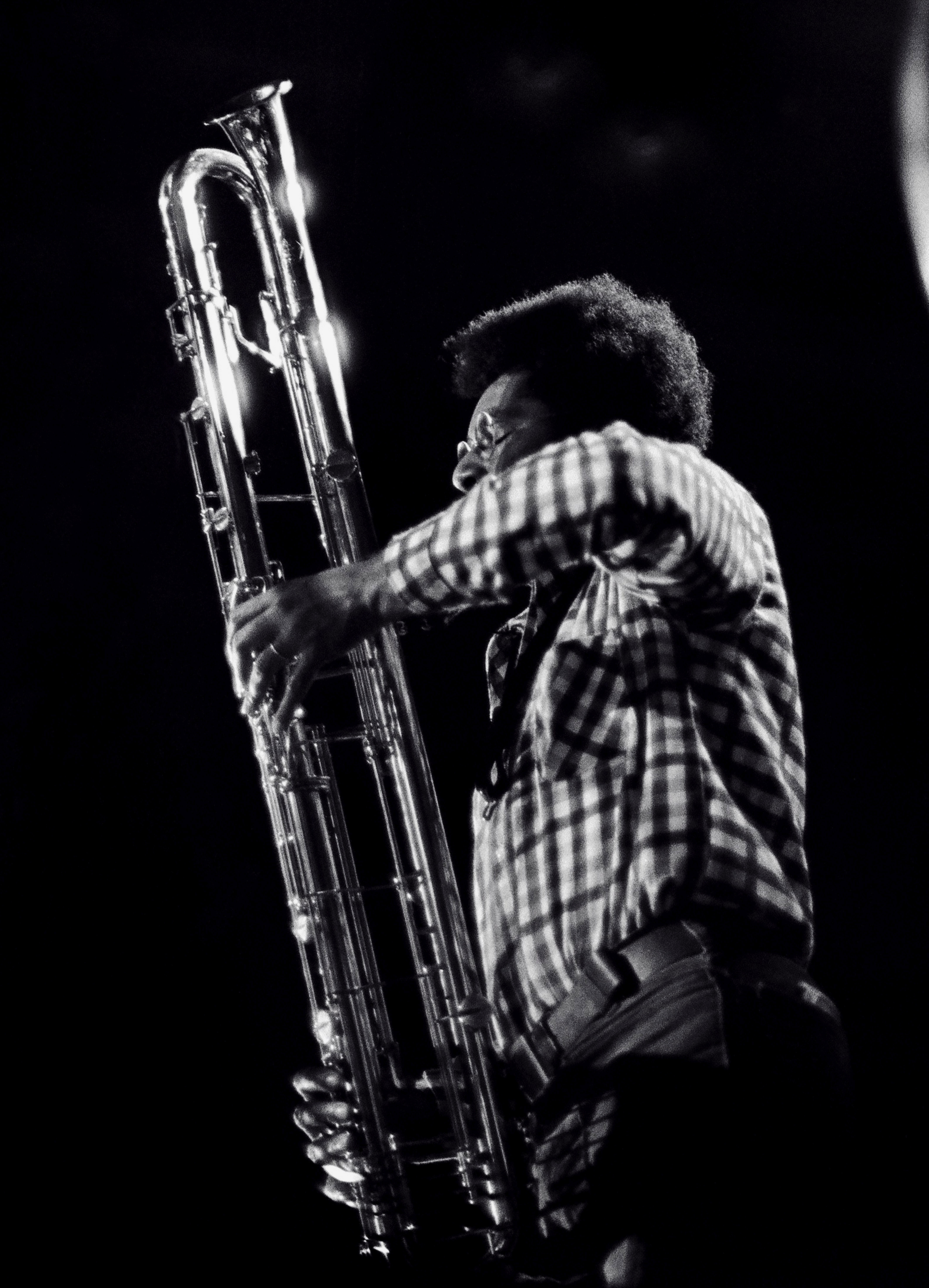
Anthony Braxton beim Spiel einer Kontrabassklarinette 1976

Nach Ansicht von S. Victor Aaron (Something Else!) sei konzeptionell die Band von Hunton und Cruz, aber Threadbare sei auch Jason Stein, der die Bassklarinette auf weitere Bereiche ausdehnt, die bisher als Grenzen des Instruments gedacht waren, und beweise, dass dieses tiefe Holzblasinstrument in den richtigen Händen in jeder musikalischen Situation einen Platz finden könne. Nach Meinung von Aaton gehe das Titelstück voll in Richtung auf Black Sabbath; hier verdoppele sich Stein mit Cruz, um den Metal-Fußabdruck zu vergrößern, und lasse dann seine Bassklarinette eine übersteuerte E-Gitarre vortäuschen. Dies sei ziemlich überzeugend.
Emerson Hunton und Ben Cruz hätten Stein nicht nur zum geradlinigen Headbanging mit einer Bassklarinette hinzugefügt, schrieb Aaron weiter. Es stelle sich heraus, dass diese jungen Musiker ernsthafte Jazzmusiker seien. Die gebrochene Harmonie von „And When Circumstances Arise“ sei das Zeichen für die Beherrschung des Avant-Jazz auf höchstem Niveau in der Tradition von Ornette Coleman und Anthony Braxton, während der Indie-Rock-Zeitgeist beibehalten werde.
Hrayr Attarian schrieb im Chicago Jazz Magazine, die fesselnde Musik schwele vor subtiler Leidenschaft und strotze vor einer faszinierend eckigen Lyrik. Die kollektive Performance nehme oft eine dramatische Spielhaltung an, wie bei den angespannten und herrlich dissonanten „24 Mesh Veils“. „Die überlappenden Refrains bilden hypnotische und kristalline Muster. Jede feurige, aber kontemplative Improvisation entsteht aus dem dynamischen und rohen Gruppensound und verschwindet dort. Stein bläst muskulöse und bissige Phrasen, während Cruz agile und eloquente melodische Fragmente beisteuert. Hunton legt eine gemessene Schlagfrequenz fest, die manchmal in kurze und wilde Galopps explodiert.“ Die innere Synergie von Threadbare sei bemerkenswert und seine kumulative Energie ansteckend. Silver Dollar sei zwar abstrakt, aber nicht abstrus, dabei intellektuell und emotional. Sein vielschichtiges Konstrukt und seine intelligenten Ideen wurden durch den instinktiven Stempel ausgeglichen, der es liefert, wodurch das Album gleichzeitig provokativ und faszinierend werde.